# Aleksandr Safoshkin
Alexander Safoshkin (russe : Александр Сафошкин; né le 13 mars 1976 à Rostov) est un gymnaste russe.

## Palmarès

### Jeux olympiques
- Athènes 2004
  - 7e aux anneaux

### Championnats du monde
- Melbourne 2005
  -  médaille d'argent aux anneaux

- Aarhus 2006
  -  médaille d'argent par équipes

- Stuttgart 2007
  - 7e aux anneaux

### Championnats d'Europe
- Ljubljana 2004
  -  médaille d'or aux anneaux

- Debrecen 2005
  -  médaille de bronze aux anneaux

- Volos 2006
  -  médaille d'or au concours par équipes
  -  médaille d'or aux anneaux